# Helena Ndume
Helena Ndaipovanhu Ndume (Tsumeb, 1959/1960)es una oftalmóloga namibia, destacada por su labor humanitario con personas que padecen enfermedades oculares en Namibia. Logró que aproximadamente 30.000 namibios ciegos fueran operados y se les colocaran implantes de lentes intraoculares de forma gratuita. Se convirtió es la jefa del Departamento de Oftalmología del Hospital Central de Windhoek, el hospital más grande de Namibia y en una de los seis oftalmólogos de su país. Fue incluida en la lista de las 100 mujeres de la BBC en 2018.

## Trayectoria
Helena Ndume nació en región de Oshikoto. Realizó sus estudios de Medicina en Alemania antes de regresar a Namibia en 1989 para completar una residencia médica. Posteriormente regresó a Alemania para especializarse en oftalmología en la Universidad de Leipzig.
En 1995, Helena Ndume conoció el programa Surgical Eye Expeditions International y comenzó un proyecto en Namibia. En agosto de 1997 se celebró el primer campamento ocular en Rundu, en la región de Kavango, y después comenzaron a realizarse cuatro o cinco campamentos oftalmológicos en diferentes lugares del país.
Durante seis años, de 2001 a 2007, Helena Ndume fue vicepresidenta de la Cruz Roja de Namibia, que en 2009 le concedió un premio humanitario por su trabajo para restaurar la visión a personas ciegas por cataratas.
Helena Ndume ha sido voluntaria de la organización sin fines de lucro SEE International desde 1995. Desde entonces, la SEE y Helena Ndume han colaborado en un trabajo clínico gratuito de oftalmología semanal en Namibia, normalmente dos veces al año. Estas clínicas ofrecen cirugías oculares gratuitas a aproximadamente 300 hombres, mujeres y niños pobres.

## Reconocimientos
- 2022 - Premio Humanitario Internacional del Club de Leones.[8]
- 2022 - Premio Forbes Mujer África al Impacto Social.[9]
- 2015 – Helena Ndume y Jorge Fernando Branco Sampaio de Portugal se convirtieron en los primeros en recibir el Premio Nelson Mandela de las Naciones Unidas.[10]
- Gran Comendador de la Primera Clase de la Orden de Namibia.
- 2009 – Premio al Servicio Humanitario Internacional de la Cruz Roja.
- 2008 - Premio Humanitario de Rotary International en la lucha contra la ceguera.
- 2005 – Premio Nacional de Ciencias de Namibia.
- 2001 – Premio humanitario para la prevención de la ceguera en Santa Bárbara, California, Estados Unidos.
- 1999 - Premio Lions International en reconocimiento a los esfuerzos sinceros y dedicados al Proyecto Leonístico Operación Brightsight.